# Armadillidium spinosum
Armadillidium spinosum is een pissebed uit de familie Armadillidiidae. De wetenschappelijke naam van de soort is voor het eerst geldig gepubliceerd in 1955 door Schmoelzer.